# Herb gminy Dębowiec (powiat jasielski)

Wizerunek herbu do 2023

Herb gminy Dębowiec – jeden z symboli gminy Dębowiec, którego obecna wersja, autorstwa Kamila Wójcikowskiego i Roberta Fidury, została ustanowiona 11 listopada 2023.

## Wygląd i symbolika
Herb przedstawia na tarczy w polu błękitnym złoty wizerunek dębu (nawiązujący do nazwy gminy), a po jego obu stronach dwie srebrne lilie heraldyczne, symbol wierności władcy lub dynastii Andegawenów.

## Historia
Dębowiec jako miasto posiadał pieczęć, zbieżną z obecnym herbem. W 2023, podczas prac nad opracowaniem nowego wizerunku herbu, dokonano drobnych zmian w porównaniu z poprzednią wersją. Drzewo, zgodnie z pierwowzorem, odbito w sposób lustrzany, zmienił się także krój tarczy i wzór lilii.